# Гамма-излучение
Га́мма-излуче́ние (гамма-лучи, γ-лучи) — вид электромагнитного излучения, характеризующийся чрезвычайно малой длиной волны — менее 2⋅10−10 м — и, вследствие этого, ярко выраженными корпускулярными и слабо выраженными волновыми свойствами. Относится к ионизирующим излучениям, то есть к излучениям, взаимодействие которых с веществом способно приводить к образованию ионов разных знаков.
Гамма-излучение представляет собой поток фотонов (гамма-квантов), имеющих высокую энергию. Условно считается, что энергии квантов гамма-излучения превышают 105 эВ, хотя резкая граница между гамма- и рентгеновским излучением не определена. На шкале электромагнитных волн гамма-излучение граничит с рентгеновским излучением, занимая диапазон более высоких частот и энергий. В области 1—100 кэВ гамма-излучение и рентгеновское излучение различаются только по источнику: если квант излучается в ядерном переходе, то его принято относить к гамма-излучению; если при взаимодействиях электронов или при переходах в атомной электронной оболочке — к рентгеновскому излучению. С точки зрения физики, кванты электромагнитного излучения с одинаковой энергией не отличаются, поэтому такое разделение условно.
Гамма-излучение испускается при переходах между возбуждёнными состояниями атомных ядер (см. Изомерный переход; энергии таких гамма-квантов лежат в диапазоне от ~1 кэВ до десятков МэВ), при ядерных реакциях, при взаимодействиях и распадах элементарных частиц (например, при аннигиляции электрона и позитрона, распаде нейтрального пиона и так далее), а также при отклонении энергичных заряженных частиц в магнитных и электрических полях (см. Синхротронное излучение, Тормозное излучение). Энергия гамма-квантов, возникающих при переходах между возбуждёнными состояниями ядер, не превышает нескольких десятков МэВ. Энергии гамма-квантов, наблюдающихся в космических лучах, могут превосходить сотни ГэВ.
Гамма-излучение было открыто французским физиком Полем Вилларом в 1900 году при исследовании излучения радия. Три компонента ионизирующего излучения радия-226 (в смеси с его дочерними радионуклидами) были разделены по направлению отклонения частиц в магнитном поле: излучение с положительным электрическим зарядом было названо α-лучами, с отрицательным — β-лучами, а электрически нейтральное, не отклоняющееся в магнитном поле излучение получило название γ-лучей. Впервые такая терминология была использована Э. Резерфордом в начале 1903 года. В 1912 году Резерфорд и Эдвард Андраде доказали электромагнитную природу гамма-излучения.

## Физические свойства
Гамма-лучи, в отличие от α-лучей и β-лучей, не содержат заряженных частиц и поэтому не отклоняются электрическими и магнитными полями и характеризуются большей проникающей способностью при равных энергиях и прочих равных условиях. Гамма-кванты вызывают ионизацию атомов вещества. Основные процессы, возникающие при прохождении гамма-излучения через вещество:
- Фотоэффект — энергия гамма-кванта поглощается электроном оболочки атома, и электрон, совершая работу выхода, покидает атом (который становится положительно ионизированным).
- Комптоновский эффект — гамма-квант рассеивается при взаимодействии с электроном, при этом образуется новый гамма-квант, меньшей энергии, что также сопровождается высвобождением электрона и ионизацией атома.
- Эффект образования пар — гамма-квант в электрическом поле ядра превращается в электрон и позитрон.
- Ядерный фотоэффект — при энергиях больше нескольких десятков МэВ гамма-квант способен выбивать нуклоны из ядра.

## Детектирование
Зарегистрировать гамма-кванты можно с помощью ряда ядерно-физических детекторов ионизирующего излучения (сцинтилляционных, газонаполненных, полупроводниковых и так далее).

## Использование
Области применения гамма-излучения:
- Гамма-дефектоскопия — контроль изделий просвечиванием γ-лучами.
- Пищевая промышленность: консервирование пищевых продуктов (гамма-стерилизация для увеличения срока хранения)[6].
- Медицина: стерилизация медицинских материалов и оборудования; лучевая терапия; радиохирургия.
- Гамма-каротаж в геофизике.
- Приборы для измерения расстояний: уровнемеры, гамма-высотомеры на космических аппаратах.
- Гамма-астрономия.

## Биологические эффекты
Облучение гамма-квантами в зависимости от дозы и продолжительности может вызвать хроническую и острую лучевую болезнь. Стохастические эффекты облучения включают различные виды онкологических заболеваний. В то же время гамма-облучение подавляет рост раковых и других быстро делящихся клеток при местном воздействии на них. Гамма-излучение обладает мутагенным и тератогенным действием.

### Защита
Защитой от гамма-излучения может служить слой вещества. Эффективность защиты (то есть вероятность поглощения гамма-кванта при прохождении через неё) увеличивается при увеличении толщины слоя, плотности вещества и содержания в нём тяжёлых ядер (свинца, вольфрама, обеднённого урана и прочего, поскольку гамма-кванты поглощаются электронными оболочками атомов, особенно развитыми у элементов с большой атомной массой).
В таблице ниже указаны параметры слоя половинного ослабления гамма-излучения с энергией 1 МэВ для различных материалов:
| Материал защиты | Плотность, г/см³ | Слой половинного ослабления, см | Масса 1 см² слоя половинного ослабления, г |
| --------------- | ---------------- | ------------------------------- | ------------------------------------------ |
| Воздух          | 0,0013           | ~8500                           | 11,05                                      |
| Вода            | 1,00             | ~10                             | 10                                         |
| Бетон           | 1,5—3,5          | 3,8—6,9                         | 10,35—13,3                                 |
| Алюминий        | 2,82             | 4,3                             | 12,17                                      |
| Сталь           | 7,5—8,05         | 1,27                            | 9,53—10,22                                 |
| Свинец          | 11,35            | 0,8                             | 9,08                                       |
| Вольфрам        | 19,3             | 0,33                            | 6,37                                       |
| Обеднённый уран | 19,5             | 0,28                            | 5,46                                       |

Хотя эффективность поглощения и зависит от материала, первоочередное значение имеет просто удельный вес.